# Берглас, Эйтан
Эйтан Берглас (англ. Eitan Berglas; ивр. ברגלס איתן‎;  28 июня 1934 года, Тель-Авив — 8 августа 1992 года Иерусалим) — израильский экономист, один из основателей экономического факультета и профессор экономики Тель-Авивского университета, декан факультета социологии Тель-Авивского университета.

## Биография
Эйтан родился в 1934 году в Израиле, а в 1952—1956 годах служил в Армии обороны Израиля.
После службы в 1956—1960 годах был руководителем отдела статистики при правительстве Израиля.
В 1960 году получил степень бакалавра искусств по экономике и политологии в Еврейском университете в Иерусалиме, в 1962 году магистерскую степень по экономике в Чикагском университете, а в 1963 году был удостоен докторской степени по экономике в Чикагском университете.
Преподавательскую деятельность начал в качестве старшего лектора по экономике в 1966 году в Тель-Авивском университете. Затем стал заведующим кафедрой экономики в 1967—1970 годах, ассоциированным профессором экономики в 1971—1975 годах, деканом факультета социологии в 1971—1974 годах, полным профессором экономики в 1975—1992 годах, вице-ректором в 1977—1978 годах в Тель-Авивского университета. В 1974—1976 годах был приглашенным профессором Рочестерского университета.
Был экономическим советником правительства Израиля в 1964—1967 годах, членом комитета по финансам высшего образования при министерстве образования Израиля в 1970—1972 годах, членом комиссии по налоговой реформе в 1971—1973 годах, председателем комиссии по зарплате госслужащих в 1977 году, директором бюджетной комиссии при правительстве Израиля в 1978—1979 годах, директором института Сапира в 1981—1992 годах, председателем совета директоров Банка Апоалима в 1985—1992 годах, членом совета директоров Банка Леуми в 1981—1985 годах и Эль Аль в 1978—1979 годах, президентом Израильской экономической ассоциации в 1984—1992 годах.
Эйтан умер 8 Августа 1992 года в больнице Иерусалима после продолжительной болезни.
Семья
У Эйтана остался сын и дочь.
Память
В 1992 году Бизнес школе по экономике при Тель-Авивском университете присвоено имя Эйтана Берглас.

## Вклад в науку
Берглас являлся одним из основателей экономического факультета Тель-Авивского университета.
Берглас был частью команды консультантов, которая разработала план замораживания цен в Израиле в 1985 году, что позволило сократить годовые темпы инфляции с 400% до двузначного показателя в течение года.